# Elena Martín Vivaldi
Elena Martín Vivaldi (Granada, 8 de febrero de 1907- 9 de marzo de 1998) fue una poetisa española del siglo XX.

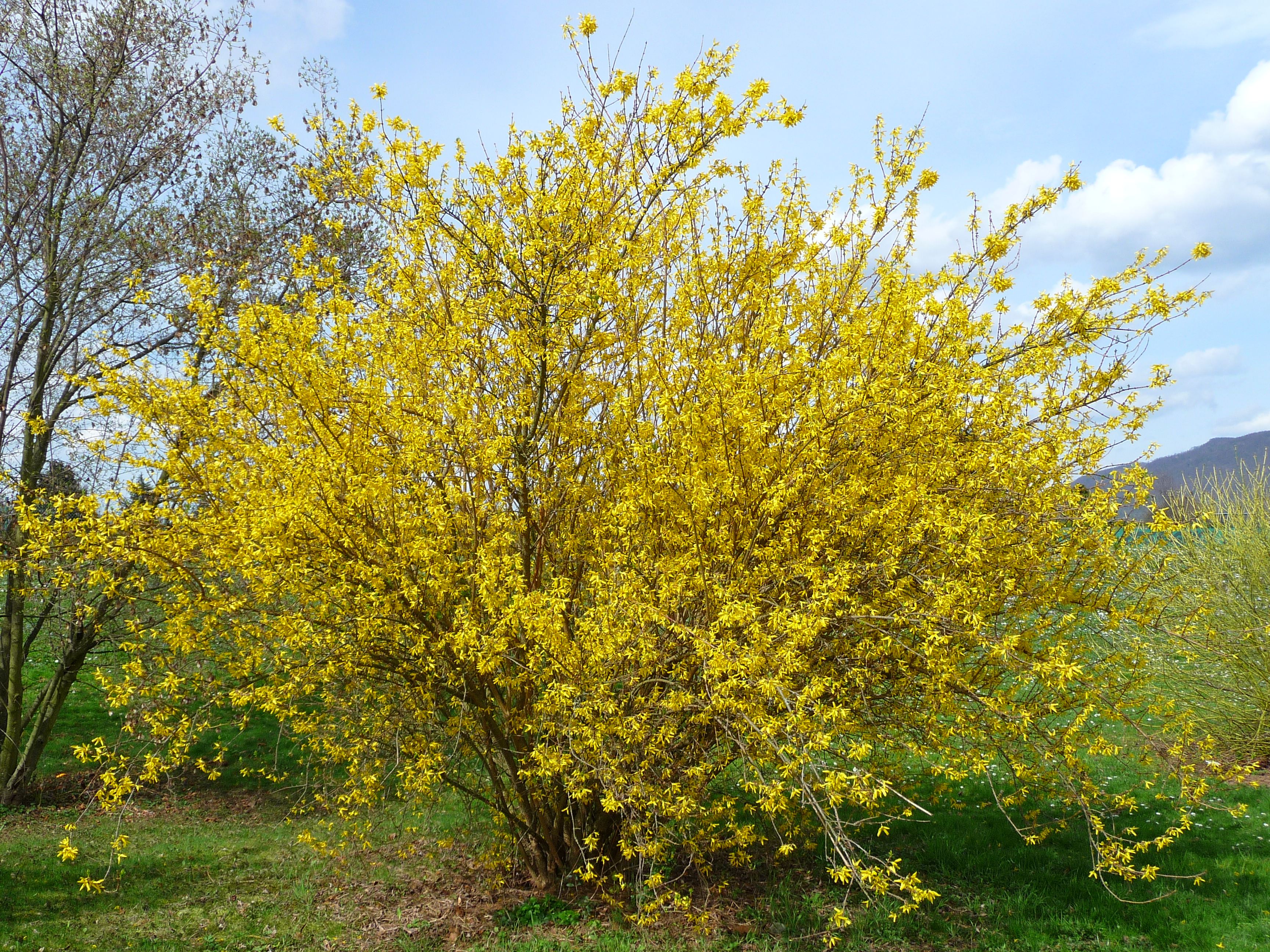
Elena Martín Vivaldi, “Nacía cada vez que se anunciaba la primavera o como flor brotaba de su alma un poema”. Emilio de Santiago

Nació en 1907 en Granada, ciudad en la que vivió y trabajó casi toda su vida. Al morir en su casa, en su mesa había un libro de Virginia Woolf.
Fue la cuarta de ocho hermanos, hija de Elena Vivaldi Romero y José Martín Barrales. Su padre, catedrático de ginecología y obstetricia, fue el primer alcalde republicano de Granada, cargo que aceptó por la presión de los amigos y del que dimitió cuatro meses y veinte días después, porque lo suyo era “curar”.
El Ayuntamiento de Granada le nombró, en 1988, Hija Predilecta. Elena tenía entonces ochenta años y ya había sido aclamada, en el II Encuentro de poetas andaluces de 1982, como maestra indiscutible de las generaciones posteriores a la suya.Las mujeres escritoras también le rindieron homenaje, pero fue en noviembre de 2002.
Por expreso deseo de la poetisa, su fondo bibliográfico debía ser para la Universidad de Granada y los documentos y manuscritos autógrafos de sus obras pasarían a la Fundación Jorge Guillén donde, una vez digitalizados, podrían ser consultados en la página web de esta institución.

## Datos biográficos
Martín estudió en el Colegio de «Riquelme» y luego cursó bachillerato en el instituto Padre Suárez de Granada, siendo una de las pocas jóvenes que por aquel entonces estudiaban. Después se diplomó en Magisterio en Guadix. Desde su infancia pudo satisfacer su interés por la lectura gracias a que en casa de los Martín Vivaldi existía una gran biblioteca en la que, además de libros de medicina, había clásicos de literatura española y extranjeras.
En 1933, con la oposición de su madre y su hermana, pero animada por su padre y por Gallego Burín, se matriculó en la Facultad Literaria de la Universidad de Granada donde estudiaban nueve o diez mujeres. Obtuvo la licenciatura en Filología Románica. Trabajó como bibliotecaria en Osuna, ciudad donde vivió sola pese a no estar muy bien visto en aquella época. En 1939, falleció su padre. Martín se trasladó a Madrid, a una residencia femenina, para preparar unas oposiciones de Archivos, Biblioteca y Museos. En 1942, opositó al Cuerpo de Bibliotecas, Archivos y Museos y obtuvo una plaza como archivera; en calidad de tal trabajó en Huelva, en el Archivo General de Indias de Sevilla. Desde 1948, en que regresó a Granada, se ocupó de las bibliotecas de las facultades de Medicina y Farmacia, llegando a alcanzar el cargo de directora hasta su jubilación (1977).
De Elena Martín Vivaldi se dice, que vivió casi toda su vida en su Granada natal, dedicada a su profesión de bibliotecaria, al margen del mundo literario. Si bien, los poetas granadinos que la apreciaban, buscaron su compañía y su consejo. Francisco Gil Cravioto cuenta cómo conoció a Elena en el café Granada

No habló mucho aquel día Elena en la tertulia del desaparecido Café Granada. Ella siempre fue parca en palabras: sólo las precisas para expresar sus ideas, ni una más ni una menos, pero en lo poco que habló y leyó, dejó traslucir su carácter sincero y su dolorido lirismo.Francisco Gil Cravioto

Durante la década de los cincuenta, se vinculó al grupo poético Versos al aire libre. Entre 1953 y 1956, centró sus actividades en las tertulias veraniegas del carmen de Las tres estrellas, así como en los encuentros en la Casa de América. Su nombre aparece en Primera antología de poetas granadinos contemporáneos (1957) de Víctor Andrés Catena.
Emilio de Santiago describe los encuentros en el café “Granada”

Sólo  en un diván destacaba una figura distinta, envuelta en danzante neblina de humo y ensimismada en las páginas de un libro. Era Elena. A su alrededor, pronto se iban incorporando las magras presencias de jóvenes que habían elegido el camino, no siempre ingrato, de la poesía. Íbamos a ella como quienes acuden a un oráculo, a una deidad amiga a oír su certero consejo, su sabia apreciación. Ninguno de los que formábamos aquella estrambótica parroquia podremos nunca olvidar lo que vivimos en amor y compaña.Emilio de Santiago.

Luis García Montero refiere: 

fumaba mucho, y el humo convertía la mesa en la que estaba en un reservado. Era amable con los visitantes, pero guardaba la independencia de su vida y sus recuerdos detrás de una sonrisa. Los poetas de Granada han admirado con sinceridad la poesía de Elena Martín Vivaldi, tal vez porque la edificación de su identidad triste y lírica se llevó a cabo con pudor, sin el tremendismo que afectó a muchos de los versos aplaudidos por la revista Espadaña
Luis García Montero

Antonio Chicharro da cuenta de la respuesta de Juan de Loxa a una carta en la que le preguntaba por si lo de “elenamente y elenísima” tenía que ver con él. La respuesta: 

No, querido Antonio, ese verso nada tiene que ver conmigo. Hacíamos bromas de que ella era la más elena de todas, tan elenísima como la montiel saritísima, cosas así, complicidades... Rafael Pérez Estrada la bautizó Ntra.Sra.de los Amarillos, que a ella le encantaba, pues nuestra poeta,como yo, también podía ser,en algunas ocasiones delicadamente frívola y, sobre todo, coqueta.

Veraneaba en Almuñécar (Granada). En el hotel donde se hospedaba con su familia, la chiquillería se reunía a la hora de la siesta para escuchar a Martín contarles cuentos y recitarles poemas mientras los padres descansaban.
Fue una de las primeras mujeres que en la Granada conservadora de la posguerra utilizó pantalones, fumó en público y formó parte de grupos literarios.
Publicó Los árboles presento (1977), Noctunos (1981), Y era su nombre mar (1977), Desengaños de amor fingido (1986), Jardín que fue (1977), Tiempo a la orilla (Obra reunida, 1942-1984), Jardín que fue (1985), Con solo esta palabra (1990), La realidad soñada (1990), Poemas (1994) y Las ventanas iluminadas (1997).

### Simposium "Elenamente"
El 8 de febrero de 2008, para conmemorar el centenario de su nacimiento, se organizó el simposium  “Elenamente”. En palabras del comisario del evento, Antonio Carvajal, poeta también, "se pretendía ponerla en su sitio como la voz lírica más pura del siglo XX español, sin diferencias masculinas o femeninas".
Según Fidel Villar Ribot, el centenario era la oportunidad de lograr que se conociera y estudiara la obra de la poetisa granadina, para lo que era preciso realizar una labor conjunta de toda la sociedad cultural granadina.

Pero para empezar todo eso es obligado que se edite la poesía de Elena Martín Vivaldi en cuantas posibilidades se presenten. Y tales ediciones habrían de exceder el ámbito local si no queremos caer en provincianismos tan atávicos como impresentables. Después hay que sacar la poesía de Elena a la calle para que sea un fruto degustado por todos, con esa fruición que sólo les está reservado aportar a los clásicos. Y es que Elena Martín Vivaldi es una clásica de la poesía española. Fidel Villar Ribot

#### Un libro
La Junta de Andalucía, en colaboración con la Universidad de Granada, publicó Unos labios dicen, una antología de poemas de Martín seleccionada y prologada por Andrea Villarubia y con ilustraciones de Mª Teresa Martín Vivaldi, destinado al alumnado andaluz. Además de la nota bibliográfica, las seis lecturas de poemas de Elena Martín Vivaldi que hacen Rosaura Álvarez, Antonio Carvajal, Rafael Guillén, José Gutiérrez y Rafael Juárez, envueltas en este Unos labios dicen,son para leer poesía en voz alta y dar a entender a los jóvenes que: 

pese a las dificultades, la lectura de un poema puede hablarles del mundo y de los seres humanos de un modo intenso y único. Y que por esa razón merece la pena leerlos. Y que en la superación de los escollos encontrarán el placer de lo que se consigue con esmero. Hay que transmitirles, en fin, la necesidad de leer, de pensar, de escribir. Porque he comprobado también que a esa edad es cuando la poesía presenta su rostro más puro y deslumbrante. Aún no ha llegado el tiempo de las imposturas y las vanidades y ya están lejos los días en que sólo disfrutaban con las rimas y los juegos de palabras. Es ahora cuando la intensidad de las emociones íntimas es más extrema y la poesía les da la oportunidad de reconocerlas y les ofrece el modo de expresarlas. Como se lee la poesía en estos años tal vez nunca más se vuelva a hacer....Este Unos labios dicen, además de un homenaje, es asimismo una invitación a leer y una manifestación de esperanza en que las palabras de Elena Martín Vivaldi ayuden a alguien a encontrar y a encontrarse. Andrea Villarrubia.

## Consideraciones poéticas
Elena Martín Vivaldi fue poetisa. En tanto que mujer que escribía poesía, prefería la palabra ‘poetisa’ para referirse a ella. Es difícil, dejó escrito, decir qué se escribe y cómo; sus técnicas, motivos, temas, etc.  

Pues habría, para exponer todo el proceso de creación, que detenerse y explicar cada uno de los poemas. Ya que cada poema es un mundo distinto y requiere una manera y una técnica diferentes. Además, todo poema depende, con frecuencia, del estado de ánimo, de cómo ve el poeta, en un determinado momento, el paisaje, íntimo o exterior, de cada una de sus vivencias.
Elena Martín Vivaldi

La poesía de Elena Martín Vivaldi se caracteriza por un tono intimista y melancólico y un romanticismo callado donde resuena, como ya se ha mencionado, el eco de Bécquer. En ella hay una fuerte presencia tanto de la frustración vital y amorosa, como de un continuo reafirmarse en la esperanza. La naturaleza, árboles, flores y pájaros, sobre todo, supone una constante a lo largo de su obra, con el paisaje como reflejo del estado anímico o moral.
Desde un punto de vista cronológico, Elena Martín Vivaldi es contemporánea de varios poetas de la Generación del 27.Autores posteriores como Antonio Carvajal,  Luis García Montero, Rafael Juárez Ortiz, Javier Egea, José Gutiérrez, Francisco Acuyo o Luis Muñoz la toman como referencia. Puede, por tanto, considerarse el engarce entre estos y la generación del 27.Para Gallego Morell 

Elena Martín Vivaldi pertenece a una Andalucía poética que no va a remolque de Alberti o de Lorca, sino que enhebra con el aliento de Juan Ramón Jiménez y de Salinas después y de Bécquer antes

En 1945, publica, en la colección granadina «Vientos del Sur», su primer poemario Escalera de Luna. Diez décimas y tres sonetos para un rosario nostálgico de dolor, dedicado a A. Gallego Burín. En 1953, publica El alma desvelada. En 1963, publica Arco en desenlace. De este libro es el conocido poema

Amarillos 

Qué plenitud dorada hay en tu copa,

árbol, cuando te espero 
 
en la mañana azul de cielo frío. 
 
Cuántos agostos largos, y qué intensos 
 
te han cubierto, doliente, de amarillos. 
 
(…) 
 
Hazte un sol de crepúsculos, ardiente: 
 
ponte verde, amarillo.
Elena Martín Vivaldi

Mantuvo correspondencia, entre otros, con Jorge Guillén quien en agosto de 1966  le escribió

“Mi querida amiga: Hacía tiempo que no sabía de usted, y en este «Arco» último la encuentro en toda su identidad, que me atrae y admiro. Se lo digo con absoluta sinceridad. Su poesía me gusta, me ha gustado siempre. Y su autora, también. Siento mucho no ir a Granada a charlar despacio con usted.
Jorge Guillén

En 1968, publicó Materia de esperanza. En este libro, el que el eje poético es la maternidad frustrada.

Hijo sin vida eres tú. 

Hace tiempo que esa estrella 
 
no es realidad, pero es luz.
Elena Martín Vivaldi

Luis García Montero, en octubre de 2007 publicó un artículo titulado “soledad edificada" en el que afirma que 

El libro Materia de esperanza (1968) habla, desde luego, del hijo que no se tuvo y que según los papeles prefijados para la condición femenina es indispensable a la hora de presentar una existencia en plenitud. Pero desde ahí la poesía levanta el vuelo, o se sumerge hacia el fondo del mar, para hablar del deseo, de la voluntad creativa, de la pulsión de la propia escritura.Luis García Montero.

En 1971, publica Diario incompleto de abril.

### Elenamente, elenísimamente triste
En Durante este tiempo,  se encuentra el poema dedicado a Juan de Loxa: “Lluvia con variaciones”.

Y estoy triste también, 

“elenamente triste”, 
 
(….) 
 
Es verdad que estoy triste. 
 
Elenísimamente desesperada y triste.

En el ABC de 17 de abril de 1973, Guillermo Díaz Plaja dedica la sección crónica semanal de las letras a este libro, afirmando que Martín enlaza si no cronológicamente sí efectivamente con el grupo del 27 y aprecia la gracia significativa de “elenamente triste”.
Francisco Acuyo publica  las cartas originales de la correspondencia que mantuvieron Elena Martín Vivaldi y Jorge Guillén. En una de esa cartas, la de fecha 30 de septiembre de 1973, Jorge Guillén decía:

Mi querida Elena. Gracias, mil gracias por su aparición en esta ciudad y en este Paseo Marítimo. La conversación es indispensable e insustituible….El libro está muy bien ordenado. Y eso, ante todo, intenso….¡No me olvide! La quiere, la admira, la abraza su muy amigo
Jorge Guillén 

Antonio Chicharro explica que Martín transformó su propio nombre en un adverbio "elenamente" y luego en el grado superlativo mejor, mayúsculo por su forma y significación: elenísimamente. Decir "Elenamente" es designar su humana forma de estar triste, el más cabal signo de una melancolía.
Para Eva Morón Olivares, en la poesía de Elena Martín Vivaldi: 

la presencia de la frustración erótica, maternal y corporal, la soledad, la angustia ante el paso del tiempo y la progresiva anestesia de los sentidos, junto con la ausencia de planteamientos feministas de dichos temas, nos hablan de la construcción de un sujeto femenino que pretende mantenerse al margen de dos modelos de mujer en contradicción: el modelo tradicional y el nuevo modelo de mujer que habla desde lo específicamente femenino.

Julia Olivares, en su discurso de recepción pública en la Academia de Buenas Letras de Granada que tituló Elena Martín Vivaldi, una poblada soledad aborda la cuestión desde la perspectiva de la mujer que escribe. Esa soledad está en versos como los que cita Olivares en su discurso:

“Estar solo,

si sola, es esa doble 

única soledad de dos partida.”

En El país de las mariposas dice: 

Estas ‘amigas irreales’ cómo las necesitamos todos los poetas, y entre ellos más aún nosotras, siempre más desarraigadas que ellos”.

 La protagonista de Un día cualquiera reflexiona de esta forma: 

“El que escribió
esto, claro, era un hombre. No podía comprender la soledad de una mujer.

Después de las pinceladas sobre otras causas de soledad, incluida la de la mujer que en pleno nacionalcatolicismo se rebela, escribe, fuma, viste pantalones, tiene un trabajo para no depender de nadie, se sienta sola en los cafés, Julia Olivares entra en la soledad poblada del sujeto femenino creador que, para escribir, antes tiene que leer. Es así como, de la mano de Olivares, entramos en la biblioteca de Martín, ordenada siguiendo los criterios que aplicaba como bibliotecaria que albergaba más de 3.123 títulos de literatura. Ahí están sus fuentes, ahí están las tres generaciones, la del 27, la del 36 y la del 50.
Francisco Acuyo, en los estudios publicados en Fisiología de un espejismo, En el corazón de la noche o La ciudad total, ahonda en los aspectos simbólicos muy importantes conexos íntimamente con la experiencia vital y sensitiva de la poesía de Elena Martín Vivaldi.

Partimos pues, de que nuestro análisis crítico debe surgir de una experiencia vital que se hace carne y espíritu en el poema... y es que lo que es verdad en nuestra poeta, lo es en virtud de la idea hegeliana de que la realidad se conoce mediante lo percibido

Luis García Montero considera que:

Sus poemas crecieron en la medida en que ella misma tuvo que buscar una identidad. Pese a recibir el apoyo de una familia liberal y a ser una mujer universitaria, de personalidad muy fuerte, las fronteras de la condición femenina eran estrechas y estaban bien perfiladas a principios del siglo XX, en una ciudad provinciana como Granada. Vivir como mujer significaba enamorarse, casarse, definirse en la compañía del otro y alcanzar la plenitud en el optimismo biológico de la maternidad…. Como suele ocurrir, debió encargarse entonces de escribir su propia vida,... Lo primero que tuvo que buscarse fue una identidad, porque su maniquí de mujer encaminada al matrimonio estaba desvestido para siempre
Luis García Montero

En “motivo de mi melancolía (escrito a causa de las preguntas indiscretas de un amigo)”, manuscrito de Martín que encontró Antonio Chicharro en la caja 06 del fondo legado por la poetisa, y que Chicharro reproduce en el artículo publicado bajo el título Elenamente triste, hay algunas claves del discurso poético de la tristeza en "lluvia con variaciones" de Elena Martín Vivaldi.

El hombre siente de una manera, la mujer de otra;… El hombre que no consigue su objeto en la vida se aburre; la mujer mucho más, creo yo. Yo soy mujer, muy mujer, lo siento dentro de mí, pero además las circunstancias me han llevado a desear lo que era sólo, hasta ahora, del hombre. Yo quisiera vencer, quisiera una gloria para mí, quisiera luchar y me encuentro con un espíritu doble de mujer, que además gime porque su “yo” femenino le grita a voces que ha equivocado la ruta, mientras que su yo –¿ficticio?– se ríe a carcajadas de aquel –carcajada histérica– haciéndole ver que desde luego ese era su camino, pero que ese, inaccesible, debe dejarlo y tomar el ficticio más difícil pero más alcanzable. Pero, esto es lo trágico, lo que rompe la armonía que de esta desarmonía pudiera surgir ¿es que este segundo camino me ha de satisfacer si lo consigo? o, lo que es más angustioso todavía, ¿me satisfaga o no, lo podré alcanzar? Creo que no. El día que uno sólo de estos “yos” se me impone puedo vivir el día que los dos me agobian, y a los dos veo lejanos, inabarcables, me hundo y ni veo nada que me interesa, y hasta me parece que mi misma risa sería un insulto a mi melancolía
Elena Martín Vivaldi.

Antonio Chicharro considera que la razón de ser de la tristeza de Martín es:

Su tristeza tiene su razón de ser en un profundo desajuste cultural en lo que respecta a lo que llama ese “espíritu doble de mujer” y en las insatisfactorias soluciones que en su diálogo interno se presentan. Ni qué decir tiene que ese espíritu doble de mujer entra en estrecha relación, por vía de negación, con el del hombre y con los valores ideológicos dominantes en la sociedad española de su tiempo. A día de hoy, tras los estudios sobre mujer, muy especialmente en el seno de los estudios literarios, y tras los profundos cambios sociales y políticos que, en relación con el grupo social de la mujer, están aconteciendo en la sociedad española, puede correrse el riesgo de minimizar la importancia de lo que nuestra autora plantea en este documento. Por eso he de advertir de la necesidad de comprenderlo en relación con su momento histórico de origen, momento que, aunque el escrito no está datado, debe corresponderse con el de hace al menos cuatro décadas si no más.
Antonio Chicharro

En Desengaños de amor fingido (1986), Martín explica:

Fingir y ficción son dos palabras de la misma raíz. Y pienso que igual que existe una ciencia-ficción, del mismo modo puede haber una poesía-ficción. Pero así como en todas las historias de ciencia-ficción hay siempre algo de posible verdad proyectada hacia el futuro, igualmente yo, en estos poemas, he procurado dar vida a lo que si, en el momento de su reciente creación, no respondía a una realidad, no es menos cierto que puede tener algún valor de autenticidad, aunque proyectados hacia un lejano pasado. Además, el poeta al escribir puede dar a sus palabras, por la magia de la poesía y también de la técnica, una sensación casi real de lo fingido. Y quizá, hasta consiga convencer al lector de que estos sentimientos, allí expresados, son auténticos y verdaderos.
Elena Martín Vivaldi

Sobre la elegía a Celia Viñas (fallecida en 1954), del libro Cumplida soledad (1958),dice:

Tú sabrás escucharme y comprenderme 

Y sonreirás un poco de mis penas, y me dirás: 
 
«Pero si estás con vida». 
 
Ay, perdóname, Celia; tú no sabes 
 
cómo duele la vida, cómo a veces 
 
el verso se nos quiebra en un tibio sollozo 
 

partido dos mitades.
Elena Martín Vivaldi

### Carpe diem
Elena Martín Vivaldi pertenece a ese grupo de escritores que expresamente dice qué hay detrás de su obra. En el caso de Martín, lo que hay es el conocimiento que, por su licenciatura en Románicas y su interés por la lectura, pudo llegar a tener de la obra de sus autores preferidos, a algunos de los cuales dedica poemas-homenaje. 

Al fin y al cabo la obra literaria es el resultado de un proceso, un proceso que suele ser largo, constante y meditado, lo que quiere decir que la poesía no es ningún milagro, sino una materialidad hecha de esfuerzo, de trabajo, de mucha consciencia, aparte de todo lo que pueda haber,y hay, de elementos emergidos del inconsciente. Antonio Sánchez Trigueros

Antonio Sánchez Trigueros entra en el laboratorio de Martín para estudiar las dos versiones del mismo poema que Martín escribió en un "diálogo con el autor francés"

Cuando yo sea la anciana que cantara

Ronsard, en sus «Sonetos para Elena»,

evocaré los días en que plena

de una ilusión mi alma se colmara.

(...)

Irá la noche entrando en mi aposento,

roja la llama danzará en la sombra,

dando a mis ojos una luz mentida,

y escucharé una voz que con tu acento,

urgiéndome, dirá, mientras me nombra:

«Coge, hoy mismo, las rosas de la vida."

## Reconocimientos
Forma parte del proyecto Mujeres Investigadoras en los Archivos Estatales (1900-1970) del Ministerio de Cultura. Busca visibilizar a las investigadores que han desarrollado su labor en alguno de los nueve archivos competencia de dicho ministerio entre los años 1900 y 1970: Archivo Histórico Nacional, el Archivo de la Corona de Aragón, el Archivo General de Simancas, el Archivo General de Indias, el Archivo de la Real Chancillería de Valladolid, el Archivo General de la Administración y el Centro de Información Documental de Archivos. 

## Obra

### Poemarios
- Escalera de luna. Granada: Vientos del Sur, 1945
- El alma desvelada. Madrid: Ínsula, 1953
- Cumplida soledad. Granada: Veleta al Sur, 1958
- Arco en desenlace. Granada: Veleta al Sur, 1963
- Materia de esperanza. Granada: Albaycín, 1968
- Diario incompleto de abril. Málaga: Ángel Caffarena, 1971
- Durante este tiempo. Barcelona: El Bardo, 1972
- Nocturnos. Granada: Don Quijote, 1981
- Y era su nombre mar. Málaga: Jazmín, cuadernos de poesía, 1981
- Tiempo a la orilla (Obra reunida), 2 vols. Granada: Silene, 1985
- Desengaños de amor fingido. Málaga: Ángel Caffarena, 1986
- Obra poética, 2 tomos. Valladolid: Fundación Jorge Guillén, 2008.
- Poemas inéditos. Granada: Academia de Buenas Letras de Granada. En prensa

### Antologías de la autora
- Cumplida soledad (1954-1976). Granada: Silene, 1976 (al cuidado de Alejandro Amusco)
- Primeros poemas (1942-1944). Málaga: Ángel Caffarena, 1977 (al cuidado de Fidel Villar Ribot)
- Los árboles presento. Granada: Universidad de Granada, 1977 (al cuidado de Fidel Villar Ribot)
- Las ventanas iluminadas. Madrid: Hiperión, 1977 (al cuidado de Luis García Montero y Rafael Juárez)
- Distinta noche. Granada: Extramuros, 1999 (al cuidado de José Espada, Antonio Carvajal y Francisco Acuyo)
- Como lluvia. Córdoba: Cajasur, 2000 (al cuidado de Antonio Carvajal)
- En plenitud de asombro. Granada: Silene, 2002 (al cuidado de José Gutiérrez)
- Honda es la herida (antología general). Granada: Universidad de Granada, 2003 (al cuidado de Eva Morón Olivares)
- Sonetos. Granada: Ayuntamiento de Granada, 2004
- Variaciones sobre la lluvia. Granada: CajaGranada, 2007 (al cuidado de Remedios Sánchez y Mariluz Escribano Pueo)
- En el corazón de la noche.Granada: Entorno Gráfico Ediciones, 2013 (al cuidado de Francisco Acuyo)
- La ciudad total .Granada: Entorno Gráfico Ediciones y Diputación de Granada, 2017 (al cuidado de Francisco Acuyo)